# Caridina maculata
Caridina maculata е вид десетоного от семейство Atyidae. Видът е застрашен от изчезване.

## Разпространение
Разпространен е в Китай (Гуандун).